# Chlamydiae
Chlamydiae er en stor gruppe af obligat intracellulære parasitter, det vil sige, at de formerer sig i cytoplasmaet hos deres værtsorganismer. De har en del fællestræk med Gram-negative bakterier.
Rækken og klassen Clamydiae har kun et medlem, ordenen Clamydiales.
Der er 6 slægter fordelt på de 4 familier.

## Klassifikation
- Række: Chlamydiae
  - Klasse: "Chlamydiae"
    - Orden: Chlamydiales
      - Familie: Chlamydiaceae
        - Slægt: Chlamydophila
          - C. abortus
          - C. psittaci (Psittacosis, papegøjesyge)
          - C. caviae
          - C. felis
          - C. pecorum
          - C. pneumoniae (Lungebetændelse)

        - Slægt: Chlamydia
          - C. trachomatis (Klamydia)
          - C. muridarum
          - C. suis

      - Familie: Simkaniaceae
        - Slægt: Simkania
          - S. negevensis

      - Familie: Waddliaceae
        - Slægt: Waddlia
          - W. chondrophila

      - Familie: Parachlamydiaceae
        - Slægt: Parachlamydia
          - P. acanthamoebae

        - Slægt: Neochlamydia
          - N. hartmannellae